# Isidorea
Isidorea là một chi thực vật có hoa trong họ Thiến thảo (Rubiaceae).

## Loài
Chi Isidorea gồm các loài: